# Caracciolo

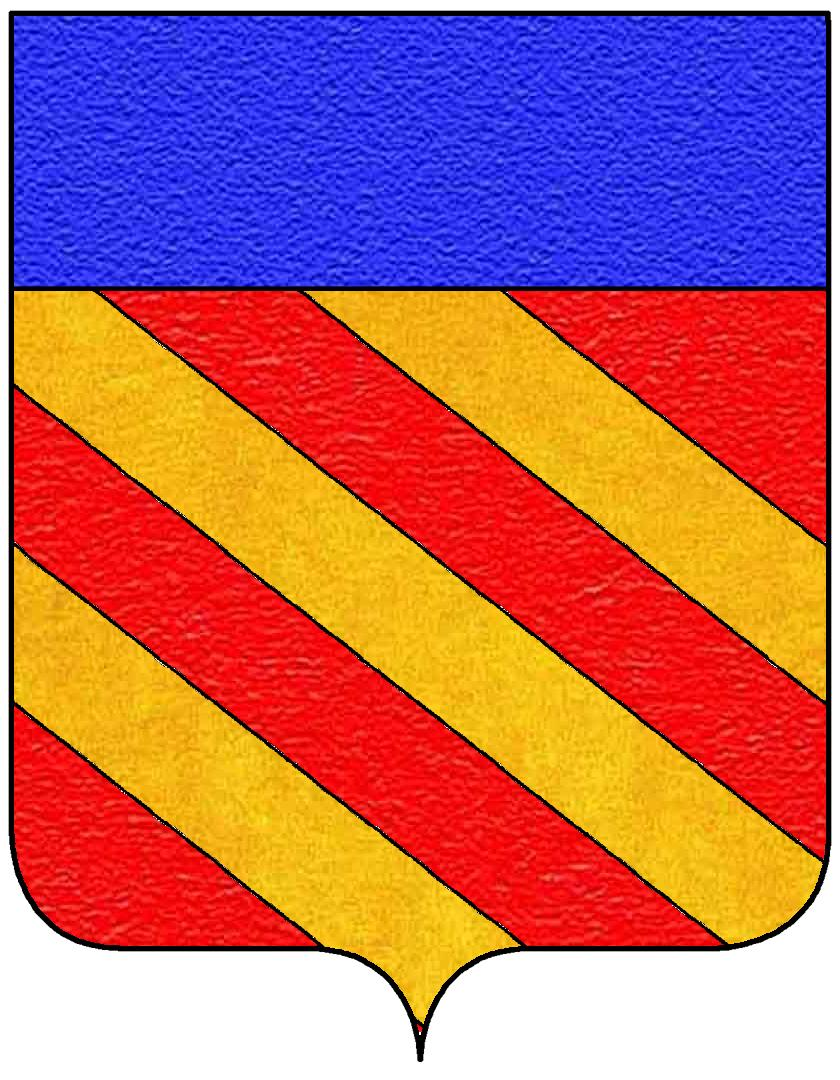
Familjen Caracciolos vapen.

Caracciolo är en gammal neapolitansk adelsfamilj av grekiskt ursprung.

## Medlemmar
- Diego Innico Caracciolo (1732–1820), italiensk kardinal
- Domenico Caracciolo (1715–1789), italiensk diplomat
- Francesco Caracciolo (1563–1608), italienskt helgon
- Francesco Caracciolo (1752–1799), italiensk amiral
- Galeazzo Caracciolo (1517–1586), italiensk kalvinist
- Giovanni Caracciolo (omkring 1372–1432), italiensk gunstling
- Innico Caracciolo (1607–1685), italiensk kardinal
- Innico Caracciolo (1642–1730), italiensk kardinal
- Marino Caracciolo (omkring 1468–1538), italiensk kardinal
- Tommaso Caracciolo (död efter 1540), italiensk biskop av Trivento
- Tommaso Caracciolo (1572–1631), italiensk militär i spansk tjänst
- Tommaso Caracciolo (död 1665), italiensk ärkebiskop av Taranto
- Tommaso Caracciolo (1640–1689), italiensk biskop av Gerace